# Furlo
Furlo este o arie protejată (arie de protecție specială avifaunistică — SPA) din Italia întinsă pe o suprafață de 4.945 ha, integral pe uscat.

## Localizare
Centrul sitului Furlo este situat la coordonatele 43°38′11″N 12°45′02″E / 43.636418°N 12.750428°E.

## Înființare
Situl Furlo a fost declarat arie de protecție specială avifaunistică în martie 2003 pentru a proteja 1 specie de plante și 24 de specii de animale.

## Biodiversitate
Situată în ecoregiunea continentală, aria protejată conține 16 habitate naturale: Roci stâncoase cu vegetație pionieră de Sedo-Scleranthion sau Sedo albi-Veronicion dillenii, Formațiuni de Juniperus communis pe lande sau pajiști calcaroase, Pajiști uscate seminaturale și facies de acoperire cu tufișuri pe substraturi calcaroase (Festuco-Brometalia) (* situri importante pentru orhidee), Păduri ilirice de stejar și carpen (Erythronio-Carpinion), Păduri de Quercus ilex și Quercus rotundifolia, Fânețe de joasă altitudine (Alopecurus pratensis, Sanguisorba officinalis), Liziere de ierburi înalte hidrofile de câmpie și de nivel montan până la alpin, Peșteri inaccesibile publicului, Râuri cu maluri nămoloase cu vegetație de Chenopodion rubri p.p. și Bidention p.p., Galerii de Salix alba și de Populus alba, Pante stâncoase calcaroase cu vegetație casmofită, Pseudostepă cu ierburi și specii anuale de Thero-Brachypodietea, Păduri de stejar alb estice, Râuri mediteraneene cu debit permanent cu specii de Paspalo-Agrostidion și galerii riverane de Salix și de Populus alba, Pajiști carstice calcaroase sau bazofile, de Alysso-Sedion albi, Păduri de fag din Apenini cu Taxus și Ilex.
La baza desemnării sitului se află mai multe specii protejate:
- plante (1): Himantoglossum adriaticum
- păsări (24): uliu păsărar (Accipiter nisus), pescăruș albastru (Alcedo atthis), fâsă-de-câmp (Anthus campestris), acvilă de munte (Aquila chrysaetos), buha (Bubo bubo), șorecarul comun (Buteo buteo), caprimulg (Caprimulgus europaeus), șerpar (Circaetus gallicus), erete vânăt (Circus cyaneus), erete cenușiu (Circus pygargus), presură sură (Emberiza calandra), presură de grădină (Emberiza hortulana), Falco biarmicus, șoim călător (Falco peregrinus), vânturel roșu (Falco tinnunculus), sfrâncioc roșiatic (Lanius collurio), ciocârlie de pădure (Lullula arborea), viespar (Pernis apivorus), codroș de munte (Phoenicurus ochruros), codroșul de pădure (Phoenicurus phoenicurus), Ptyonoprogne rupestris, Pyrrhocorax pyrrhocorax, Tachymarptis melba, strigă (Tyto alba)

Pe lângă speciile protejate, pe teritoriul sitului au mai fost identificate 2 specii de păsări.